# Dir (miasto)
Dir (urdu/paszto: دیر‬) – miasto w Pakistanie, w prowincji Chajber Pasztunchwa. W 2017 roku liczyło 44 165 mieszkańców.